# Twilight (soundtrack)
Twilight je ''soundtrack'' za film Sumrak objavljen 4. studenog 2008. Producirao ga je Carter Burwell. Na njemu se nalaze pjesme raznih izvođača kao što su Paramore, Linkin Park, Muse i drugi.

## Popis pjesama
| 1.    | »Supermassive Black Hole«            | Muse                          | 3:29 |
| 2.    | »Decode«                             | Paramore                      | 4:22 |
| 3.    | »Full Moon«                          | The Black Ghosts              | 3:50 |
| 4.    | »Leave Out All the Rest«             | Linkin Park                   | 3:20 |
| 5.    | »Spotlight«                          | Mute Math                     | 3:20 |
| 6.    | »Go All the Way (Into the Twilight)« | Daniel Newman i Perry Farrell | 3:27 |
| 7.    | »Tremble for My Beloved«             | Collective Soul               | 3:53 |
| 8.    | »I Caught Myself«                    | Paramore                      | 3:55 |
| 9.    | »Eyes On Fire«                       | Blue Foundation               | 5:01 |
| 10.   | »Never Think«                        | Robert Pattinson              | 4:29 |
| 11.   | »Flightless Bird, American Mouth«    | Iron & Wine                   | 4:00 |
| 12.   | »Bella's Lullaby«                    | Carter Burwell                | 2:19 |
| 45:30 |                                      |                               |      |

### iTunes digitalni album
1. "Let Me Sign" - (Robert Pattinson)
2. "La traviata" (skladatelj Giuseppe Verdi, izvodi Kraljevski filharmonijski orkestar)
3. "Clair de Lune" (skladatelj Claude Debussy, izvodi APM Orchestra)

### Ljestvica albuma
| Ljestvica (2008.)                    | Položaj albuma |
| ------------------------------------ | -------------- |
| Američki Billboard 200               | 1              |
| Billboard - Top rock albumi          | 1              |
| Kanada                               | 4              |
| Meksiko                              | 5              |
| Meksiko - Top 20 međunarodnih albuma | 2              |
| Australija                           | 3              |
| Novi Zeland                          | 1              |
| Francuska                            | 4              |
| Njemačka                             | 6              |
| Grčka                                | 1              |
| Švicarska                            | 12             |
| Austrija                             | 4              |
| Finska                               | 14             |
| Španjolska                           | 28             |

## Vanjske poveznice
- Službena stranica soundtracka  Arhivirana inačica izvorne stranice od 1. svibnja 2009. (Wayback Machine)